# Gasthuisstraat 2
Aan de Gasthuisstraat 2 in de Nederlandse gemeente Heerlen ligt een voormalig woonhuis dat in de tweede helft van de 18e eeuw werd gebouwd. Het is sinds de door Peter Joseph Savelberg in 1871 gestichte Kleine Zusters van de Heilige Joseph in bezit van deze congregatie. De eveneens aan hen toebehorende kapel van het Savelbergklooster is tegen het huis aan gebouwd en huisvest vanaf 2010 een museum.
In 1967 werd het woonhuis aangemerkt als rijksmonument. Dit was betrekkelijk eerder dan de ernaast gelegen kapel van het klooster, die deze status pas vanaf 1999 geniet.